# Пронинская
Пронинская — деревня в Красноборском районе Архангельской области. Входит в состав Алексеевского сельского поселения.

## География
Находится в юго-восточной части Архангельской области на расстоянии приблизительно 8 км на запад-северо-запад по прямой от административного центра района села Красноборск на левобережье реки Северная Двина.

## История
Отмечалась уже только в 1939 году как деревня Ляпуновского сельсовета.

## Население
Численность населения: 13 человек (русские 100 %) 2002 году, 0 в 2010.